# さそり座N星
さそり座N星は、さそり座の4等星。かつては、じょうぎ座のα星とされていたが、現在はさそり座にある。

## 特徴
B型スペクトルの青色巨星または準巨星で、太陽系に最も近いOBアソシエーションである「さそり・ケンタウルスOBアソシエーション」の一員である。
ニコラ＝ルイ・ド・ラカーユは、1756年に公表した星図「南極と南回帰線の間の星座を含む天球図（仏: Planisphere contenant les Constellations Celestes comprises entre le Pole Austral et le Tropique du Capricorne）」の中で「差し金と定規 (仏: l’Equerre et la Regle) 」という名前でじょうぎ座の原型となる星座を設けた際にこの星をα星とし、β星と共に南北に伸びる直定規の北端を成す星とした。ラカーユの死後、1763年に刊行された星表Coelum australe stelliferumの星図でもじょうぎ座 (Norma) の直定規の北端を成す星として描かれている。後に、フランシス・ベイリーによってβ星と共に無名の星としてさそり座の一部とされ、ベンジャミン・グールドによってさそり座N星 (N Scorpii) とされた。

## 名称
学名はN Scorpii (略称はN Sco) 。特に固有の名称は伝わっていない。